# Krater (videogioco)
Krater è un videogioco di ruolo d'azione sviluppato dalla Fatshark AB e pubblicato da Steam per Microsoft Windows il 12 giugno 2012. Il videogioco è ambientato in una Svezia post-nucleare.